# Neuburger
Neuburger ist eine autochthone österreichische Weißweinsorte. Die kräftig wachsende Sorte kann gut karge, trockene Rebstandorte nutzen. Die Weine sind eher säureärmer und haben ein nussiges Aroma und erinnern an Weine des Weißen Burgunder. Die Anbaufläche ist in Österreich stark rückläufig. Dafür gibt es zwei Gründe. Einerseits liefert sie ausgezeichnete Weinqualität, die aber neben dem Grünen Veltliner schwer bestehen kann. Andererseits wird sie von einer Krankheit – der Kurztriebigkeit – geschwächt, die die Rebstöcke absterben lässt.

## Abstammung
Natürliche Kreuzung aus Roter Veltliner x Sylvaner, beides autochthone Rebsorten in Österreich.

## Herkunft
Der Neuburger ist eine Sorte, die ihren Ursprung möglicherweise in der Wachau, mit großer Wahrscheinlichkeit jedenfalls entlang der Donau hat.
Nach einer neueren Recherche ist der Ursprung des Neuburgers in der Wachau zwar möglich, aber nicht unbedingt wahrscheinlich. Zwar machte der Kremser Weinbauschuldirektor Schellenberger 1895 auf eine angeblich neue Traubensorte in Spitz an der Donau aufmerksam, jedoch konnte nach langjähriger Suche in der Wachau und im Kremser Raum keine weitere Anlage mit dieser Sorte gefunden werden. Ampelographen vermuteten daher eine Herkunft weiter stromabwärts der Donau. Nach einer Dokumentation von Landesweinbauinspektor Josef Löschnig von 1928 stammte der Name Neuburger von einem Donauschlepper, der den Namen „Korneuburg“ führte. Ab etwa 1800 wurden vermehrt Qualitätsweinrebsorten wie Grüner Silvaner in der Wachau und Spitz angepflanzt, womit wahrscheinlich auch Schnittreben vom Neuburger eingeführt wurden. Im Raum Korneuburg/Klosterneuburg gab es mehrere Sortensammlungen und Hinweise auf weitere rote Veltliner-Sorten, die heute nicht mehr existieren. Man kann annehmen, dass die Sorte schon 1860 in der Wachau in den Weingärten vorhanden war, eine frühere Bekanntheit in einem benachbarten Land ist nicht nachweisbar.
Der Legende nach haben die Weinbauern Franz Machherndl und Christoph Ferstl, die auch zeitweise als Schiffer tätig waren, bei Oberarnsdorf in der Wachau um 1850 ein Rebbündel aus der Donau gefischt. Die Reben wurden im „Ecklgrund“ nahe dem St. Peter Keller ausgepflanzt. Einige Jahre später konnte bereits der erste Wein gekeltert werden. Die frühe Reife und der eher säurearme Wein hat sich gegenüber den damaligen Sorten positiv hervorgetan und fand Beachtung und Verbreitung bei den Winzern. So wurde die neue Rebe in Spitz/Donau auf dem Burgberg (im Volksmund der Tausendeimerberg) gesetzt. Die Rebe wurde von Arnsdorf nach Spitz an der Donau gebracht. Hier steht heute die Ruine Hinterhaus, welche im Volksmund einfach „Burg“ genannt wird. Die Rebe wurde zuerst Burgrebe und dann Neuburger genannt. Aus dem Österreichischen Weinbuch ist in einem Beitrag von Wilhelm Bauer zu entnehmen, dass wahrscheinlich das Rebenbündel Neuburger aus dem mit verschiedenen Sorten bepflanzten Spitzer Graben, einem Seitental gegenüber der Fundstelle, gekommen ist.
Das kräftige Wachstum des Neuburger kann Anlass gewesen sein, dass dies häufig in Form von Rebholzbündeln zur Sicherung von Schiffsladegut verwendet wurde und so auch verloren gegangen sein kann. Im Stadtarchiv von Neuburg an der Donau (Bayern) findet sich eine Notiz aus dem Jahr 1768: Aus dem churfürstlichen Auwalde zwohundert Eichen für Weinpressen nach Österreich und Ungarn geflösst, lebende Weinruten mitgeführt und etliche aus dortigem Lande gebracht. Da ist zwar der Hinweis enthalten, dass Weinruten mitgeführt und nach und von Neuburg an der Donau gebracht wurden.
Als Förderer der Rebsorte galten am Beginn des 20. Jhd., neben den Kremser Weinbauschuldirektoren, vor allem Franz Kober aus Klosterneuburg und Franz Schwabl aus Baden.

## Ampelografische Merkmale
- Die Triebspitzen sind hellgrün, glatt und glänzend, leicht bronziert.
- Das Blatt ist groß, drei- bis fünflappig und die Hauptnerven sind am Stielansatz rot.
- Der Triebwuchs ist sehr kräftig.
- Die Traube ist klein bis mittelgroß, dichtbeerig, zylindrisch; mit gelbgrünen, punktierten,  dickschaligen und fleischigen  Beeren.

Reife: früh bis mittel

## Ertrag
Die Sorte bringt mittelhohe und eher unregelmäßige Erträge.

## Vor- und Nachteile

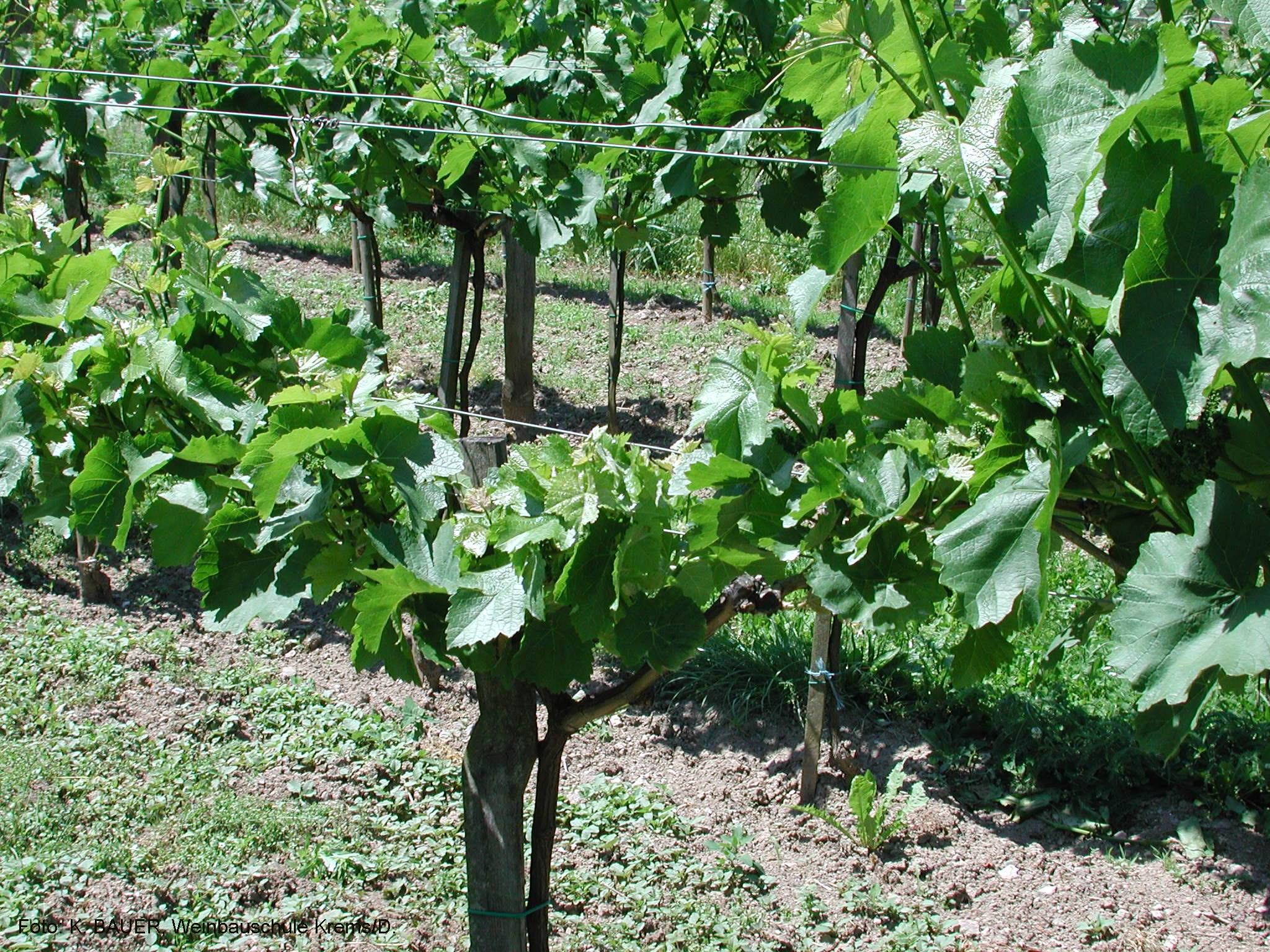
Symptome der Kurztriebigkeit bei der Rebsorte Neuburger

Vorteilhaft ist, dass die Sorte, was den Boden betrifft, eher anspruchslos ist; sie gedeiht auch gut auf  kalkreichen Boden. Das Triebwachstum ist kräftig und die Rebstöcke vertragen deshalb gut trockene, karge Terrassenstandorte. Nachteilig ist, dass auf tiefgründigen, sehr wüchsigen Standorten die Blüten verrieseln. Die Sorte ist winterfrost- und sehr spätfrostempfindlich, für Oidium und Peronospora wenig, aber aufgrund der kompakten Trauben für Botrytis sehr anfällig. Die Rebstöcke können durch die Krankheit der Kurztriebigkeit so geschwächt werden, dass sie absterben. Die Ursachen für diese Krankheit konnten bis heute nicht erforscht werden.

## Wein
Die Sorte bringt meist kräftige, volle, milde Weine mit neutralem Geschmack. Junge Weine sind würzig blumig, später nussig im Geschmack. Der Wein ist sehr gut geeignet für die Qualitäts- und Prädikatsweinerzeugung. Wenn die eher frühreife Sorte spät gelesen wird, erreicht sie hohe Zuckergehalte in den Beeren. Diese Trauben ergeben schwere, eher säureärmere Weine, die ein charakteristisches nussiges Aroma aufweisen, das an Burgunderweine erinnert.

## Verbreitung
| Land                 | Rebfläche ha 2010 |
| -------------------- | ----------------- |
| Österreich           | 652               |
| Tschechien           | 303               |
| Rumänien             | 66                |
| Slowakei             | 9                 |
| Weltanbaufläche 2010 | 1030              |

### Österreich
Die Rebflächen in Österreich verteilten sich im Jahr 2015 wie folgt auf die einzelnen Anbaugebiete:
| Weinbaugebiet     | Rebfläche ha 2015 |
| ----------------- | ----------------- |
| Niederösterreich  | 352               |
| Burgenland        | 139               |
| Wien              | 14                |
| Steiermark        | 0,5               |
| Österreich gesamt | 507               |

Bedeutung hat der Neuburger nur mehr in der Thermenregion südlich von Wien, im nördlichen Burgenland und in der Wachau. Im Jahr 2015 umfasste der Neuburger 507 ha, Ein Rückgang in 10 Jahren (1999–2009) um 40,4 % – welcher sich bis 2015 fortsetzte.
In allen Ländern geht die Fläche wegen der Kurztriebigkeit zurück.

## Synonyme
Lt. Qualitätsrebsortenverordnung: Neuburger.
Synonyme 21: Brubler, Brugler, Burgrebe, Feher Neuburger, Feher Neuburgi, Neiburger, Neuburg, Neuburger Alb, Neuburger Bianco, Neuburger Blanc, Neuburger Weisser, Neuburger Weiss, Neuburgi, Neuburgovac, Neuburgske, Neuburger, Neue Rebe, Nojburger, Novogradski, Ujvári, Weisser Neuburger.

## Neuburger Denkmal

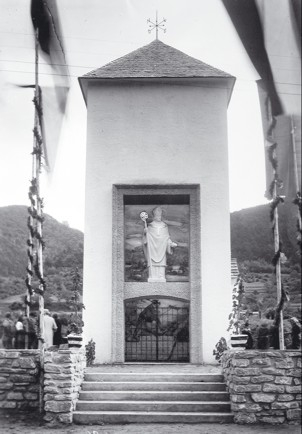
Neuburger Denkmal 1935
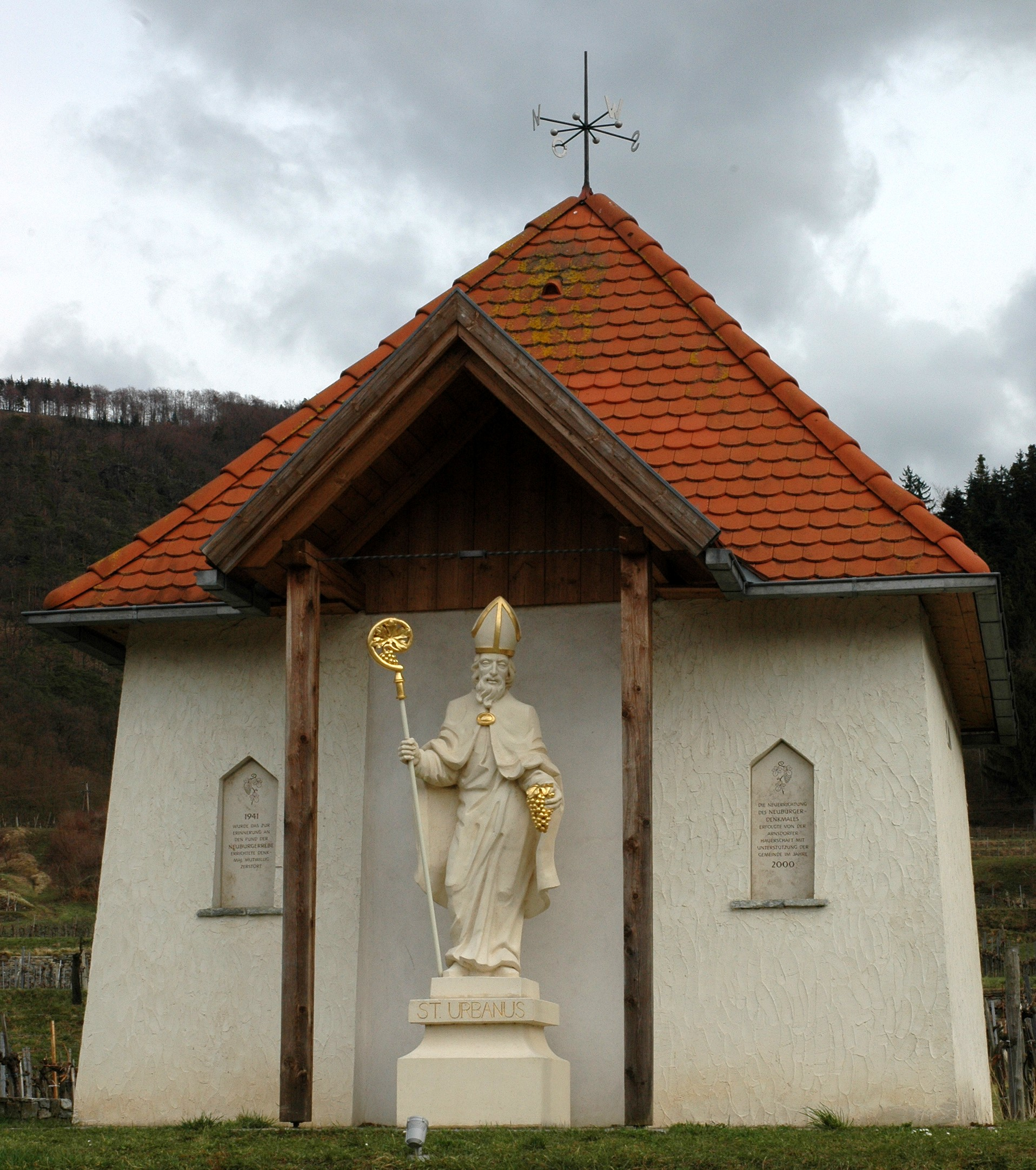
Heutiges Neuburger Denkmal.

Das Neuburger Denkmal, wurde auf Initiative von Josef Löschnig 1935 in Arnsdorf in der Wachau errichtet. Es erinnert an den Ursprung dieser autochthonen Rebsorte. Es wurde am 5. September 1935, anlässlich des 9. Österreichischen Weinbaukongresses, eingeweiht. Unter dem Denkmal befand sich ein Keller wo ca. 300 Flaschen Wein der Sorte Neuburger aus den besten österreichischen Weinorten gelagert sind und alle zehn Jahre zur Verkostung und neuerlichen Flascheneinlagerung geöffnet werden. Durch die Kriegsereignisse kam es nicht dazu. Im Mai 1941 wurde das ursprüngliche Denkmal von Nationalsozialisten gesprengt. Der Wein wurde fast zur Gänze ausgetrunken. Nur 35 Flaschen haben den Krieg im vermauerten Kutscherakeller in Krems überstanden.
Erst 1983 wurde auf der gleichen Stelle in Oberarnsdorf wieder ein Weindenkmal errichtet. Das wegen seiner säulenähnlichen Ausführung „Weinsäule“ genannte Denkmal wurde am 13. September 1983 eingeweiht. Die „Weinsäule“ wurde im Jahr 1999 durch ein neues „Neuburger Denkmal“ ersetzt, das ähnlich dem ersten „Neuburger Denkmal“ ausgeführt wurde. Die feierliche Segnung fand am 20. Mai 2000 statt.